# Kodansha
Коданша (јап. 株式会社講談社, Kabushiki-gaisha Kōdansha) је највећа издавачка кућа у Јапану, са седиштем у Токију.
Коданшу је 1910. године основао Сеиџи Нома. Настала је као дериват Дај-Нипон Јубенкаја, компаније са којом ће се наредне године припојити. Први часопис ове издавачке куће био је Јубен, а име „Коданша” настало је од њиховог, сада угашеног, часописа Кодан клуб. 

## Такмичења
Почевши од 1977. године, Коданша једном годишње спроводи Коданшину награду за манге у којој се оцењују манге у шонен, шоџо и општој категорији.
Коданша такође спроводи такмичење лепоте под називом Мис ИД, у коме је дозвољено учешће трансродним и удатим женама. Такмичење се одржава од 2012. године, а 2018. године су међу финалистима били дигитални ликови Саја и Рина.

## Ревије

### Манга ревије

#### Мушке
Дечје манга ревије
- (1981–2007)

Шонен манга ревије
- (1914-1962) (угашено)
- (1947–1955) (угашено)
- (1959— )
- (1975— )
- (1983–2017) (угашено)
- (1993–2009) (угашено)
- (месечна ревија од 2005)
- (2008–2014) (угашено)
- (месечна ревија од 2009)
- (2009–2011) (угашено)
- (2011–2014) (угашено)
- (2015-2023) (угашено)
- (2015–2023) (угашено)
- (вебсајт, 2013— )
- (апликација/вебсајт, 2015— )
- (вебсајт, 2023— )

Сеинен манга ревије
- (1980— )
- (1986–1995) (угашено)
- (1991–2000) (угашено)
- (1998–2004) (угашено)
- (1999–2009) (угашено)
- (2009— )
- (2010–2018) (угашено)
- (оригинално Comic Morning; недељна ревија од 1982)
- (2006–2022) (угашено)
- (месечна ревија од 1986)
- (месечна ревија од 2012; двомесечна од 2008 до 2012)
- (2014–2021) (угашено)
- (2001–2023) (угашено)
- (апликација/вебсајт, 2018— )
- (вебсајт, 2020— )

#### Женске
Шоџо манга ревије
- (1923–1962) (угашено)
- (1954— )
- (1962–1996) (угашено)
- (1965— )
- (1975–1996) (угашено)
- (1996— )
- (2010–2018) (угашено)

Џосеј манга ревије
- (оригинално Be in Love; 1980— )
- (1992— )
- (????-2014; сад Hatsu Kiss)
- (2010— )
- (двомесечна ревија 2014-2018; месечна ревија 2018-2021)

Онлајн ревије

### Књижевни часописи
- , часопис са фокусом на детективски жанр.